# Linlyn Lue
Linlyn Lue (ur. na Jamajce) – kanadyjska aktorka chińskiego pochodzenia.

## Życiorys
Linlyn Lue urodziła się na Jamajce i przyjechała z rodzicami do Kanady jeszcze jako dziecko. Obecnie gra nauczycielkę, panią Laurę Kwan, w serialu Degrassi: Nowe pokolenie. Pojawiła się także w filmie Czarna suknia oraz serialach Życie przede wszystkim i Doc. Ukończyła University of Guelph w Guelph, w prowincji Ontario.

## Filmografia

### Filmy
- 2009: You Are Here jako Stephanie
- 2009: One Love jako Sue-Lin
- 2008: Miasto ślepców jako wysłanniczka z oddziału szpitalnego
- 2003: I będę żyć jako Sarah Kemp
- 2001: Gorzka prawda jako May Lin
- 1994: Bulwar jako pielęgniarka
- 1991: Czarna suknia

### Seriale
- 2001–2007: Degrassi: Nowe pokolenie jako pani Laura Kwan
- 2000–2006: Życie przede wszystkim jako pielęgniarka (gościnnie)
- 1997: Exhibit A: Secrets of Forensic Science jako Alison (gościnnie)